# Екзотермична реакция
Екзотермична реакция е химична реакция, която протича с освобождаване на енергия под формата на топлина и/или светлина. Тя е антипод на ендотермична реакция. При нея общата енергия на системата намалява. Получените вещества имат по-ниска енергия от изходните и са по-стабилни. Екзотермичните реакции имат положителен топлинен ефект.

## Особености
Екзотермичната реакция е химична реакция протичаща с освобождаване на енергия обикновено под формата на топлина, но понякога може да е съпроводена и с отделяне на светлина.
Когато се използва калориметър, промяната на температурата на калориметъра е равна промяната на топлината в системата. С други думи, ако реакцията отделя топлина в околната среда то тя е екзотермична.

## Примери
- Всички видове горене
- Неутрализация – реакция между киселина и основа
- Разреждане на концентрирана киселина (Силно екзотермичен процес, да не се пробва в домашни условия !!!)
- Реакция между вода и неорганичен анхидрид
- Множество реакции на корозия – окисление на метали
- Повечето реакции на полимеризация